# Sierkatjärnarna (Jokkmokks socken, Lappland, 737823-167518)
Sierkatjärnarna är en sjö i Jokkmokks kommun i Lappland och ingår i Luleälvens huvudavrinningsområde. Namnets förled är samisk och kan betyda antingen mört eller vide.